# Afrothismia baerae
Afrothismia baerae là một loài thực vật có hoa trong họ Burmanniaceae. Loài này được Cheek mô tả khoa học đầu tiên năm 2003.